# گویلفورد (ایندیانا)
گویلفورد (به انگلیسی: Guilford) یک منطقهٔ مسکونی در ایالات متحده آمریکا است که در شهرستان دیربورن، ایندیانا واقع شده‌است. گویلفورد ۱۵۲٫۱ متر بالاتر از سطح دریا واقع شده‌است.